# Schweizer Meisterschaften im Skilanglauf 1996
Die Schweizer Meisterschaften im Skilanglauf 1996 fanden vom 20. bis 28. Januar 1996 und am 30. und 31. März 1996 in Klosters statt. Ausgetragen wurden bei den Männern die Distanzen 10 km, 30 km und 50 km, sowie ein Verfolgungsrennen und die 4 × 10 km Staffel. Bei den Frauen fanden die Distanzen 5 km, 15 km und 30 km, sowie ein Verfolgungsrennen und die 4 × 5 km Staffel statt. Bei den Männern gewann Markus Hasler über 10 km, 30 km und das Verfolgungsrennen. Zudem siegte Isidor Haas über 50 km und wie im Vorjahr die Staffel von SC Marbach. Bei den Frauen gewann Sylvia Honegger über 15 km und 30 km, sowie mit der Staffel von SC Am Bachtel. Beim 5 km und Verfolgungsrennen wurde Brigitte Albrecht jeweils Erste.

## Männer

### 10 km klassisch
| Platz | Name                  | Verein                               | Zeit (min) |
| ----- | --------------------- | ------------------------------------ | ---------- |
| 01    | Andreas Schlütter     | Deutschland                          | 26:46,4    |
| 02    | René Sommerfeldt      | Deutschland                          | 27:28,4    |
| 03    | Peter Schlickenrieder | Deutschland                          | 27:31,9    |
| 03    | Markus Hasler         | Unterländer Wintersportverein Eschen | 27:31,9    |
| 05    | Isidor Haas           | SC Marbach                           | 27:36,5    |
| 06    | Jeremias Wigger       | SC Entlebuch                         | 27:42,5    |
| 07    | Lukas Kalbermatten    | Blatten                              | 27:50,6    |
| 08    | Stephan Kunz          | Triesenberg                          | 27:52,5    |
| 09    | Men Rauch             | SC Lischana Scuol                    | 28:06,3    |
| 10    | Hans Diethelm         | SC Galgenen                          | 28:09,2    |

Datum: Samstag, 20. Januar 1996 im Klosters

Erneut wurde Markus Hasler als Viertplatzierter Schweizer Meister. Die deutschen Teilnehmer liefen ausser Konkurrenz und erhielten keine Medaillen. Das Ergebnis dieses Rennen zählte für das Verfolgungsrennen am folgenden Tag.

### 15 km Freistil Verfolgung
| Platz | Name               | Verein                               | Zeit (min) |
| ----- | ------------------ | ------------------------------------ | ---------- |
| 01    | Andreas Schlütter  | Deutschland                          | 37:28,0    |
| 02    | Markus Hasler      | Unterländer Wintersportverein Eschen | 38:37,8    |
| 03    | René Sommerfeldt   | Deutschland                          | 39:09,2    |
| 04    | Isidor Haas        | SC Marbach                           | 39:14,2    |
| 05    | Wilhelm Aschwanden | SC Marbach                           | 39:16,0    |
| 06    | Lukas Kalbermatten | Blatten                              | 39:17,8    |
| 07    | Jeremias Wigger    | SC Entlebuch                         | 39:20,5    |
| 08    | Stephan Kunz       | Triesenberg                          | 39:24,7    |
| 09    | Hans Diethelm      | SC Galgenen                          | 40:16,7    |
| 10    | Sebastian Kleiner  | Deutschland                          | 40:54,4    |

Datum: Sonntag, 21. Januar 1996 in Klosters

Wie am Vortag gewann Markus Hasler den Schweizer Meistertitel. Die deutschen Teilnehmer liefen ausser Konkurrenz und erhielten keine Medaillen.

### 30 km Freistil
| Platz | Name               | Verein                               | Zeit (std) |
| ----- | ------------------ | ------------------------------------ | ---------- |
| 01    | Markus Hasler      | Unterländer Wintersportverein Eschen | 1:14:44,2  |
| 02    | Wilhelm Aschwanden | SC Marbach                           | 1:16:32,6  |
| 03    | Patrick Mächler    | SC Davos                             | 1:16:39,9  |
| 04    | Jeremias Wigger    | SC Entlebuch                         | 1:17:18,5  |
| 05    | Stephan Kunz       | Triesenberg                          | 1:17:31,5  |
| 06    | Patrick Rölli      | SC Horw                              | 1:17:42,8  |
| 07    | Hans Diethelm      | SC Galgenen                          | 1:18:46,0  |
| 08    | Lukas Kalbermatten | Blatten                              | 1:18:48,8  |
| 09    | Beat Koch          | SC Marbach                           | 1:19:12,5  |
| 10    | Isidor Haas        | SC Marbach                           | 1:19:13,1  |

Datum: Samstag, 27. Januar 1996 in Klosters

Wie über 10 km und in der Verfolgung gewann erneut Markus Hasler, diesmal mit einer Minute und sieben 48 Sekunden Vorsprung auf Wilhelm Aschwanden. Es waren 90 Läufer am Start, von denen 84 ins Ziel kamen.

### 50 km klassisch
| Platz | Name               | Verein                   | Zeit (std) |
| ----- | ------------------ | ------------------------ | ---------- |
| 01    | Isidor Haas        | SC Marbach               | 2:01:24,5  |
| 02    | Beat Koch          | SC Marbach               | 2:01:28,3  |
| 03    | Stephan Kunz       | Triesenberg              | 2:01:29,2  |
| 04    | Lukas Kalbermatten | Blatten                  | 2:01:41,1  |
| 05    | Wilhelm Aschwanden | SC Marbach               | 2:01:04,6  |
| 06    | Hans Diethelm      | SC Galgenen              | 2:02:05,9  |
| 07    | Tauf Chamitow      | Torre                    | 2:03:19,1  |
| 08    | Martin Schuler     | SC Davos                 | 2:03:51,8  |
| 09    | André Rey          | Grenzwachtkorps Ulrichen | 2:04:25,0  |
| 10    | Andreas Hischier   | SC Obergoms              | 2:04:26,0  |

Datum: Sonntag, 31. März 1996 in Klosters

Mit 3,8 Sekunden Vorsprung auf Beat Koch und Stephan Kunz, gewann der Marbacher Isidor Haas seinen ersten Einzeltitel. Der Vorjahressieger André Jungen, sowie der Mitfavorit Jeremias Wigger gaben vorzeitig auf. Der mehrfache Schweizer Meister Markus Hasler war nicht am Start.

### 4 × 10 km Staffel
| Platz | Namen                                                        | Verein          | Zeit (std) |
| ----- | ------------------------------------------------------------ | --------------- | ---------- |
| 01    | Beat Koch Erwin Lauber Isidor Haas Wilhelm Aschwanden        | SC Marbach      | 1:46:11,5  |
| 02    | Rolf Guggenbühl Urs König Stephan Kunz Toni Dinkel           | SAS Bern        | 1:47:16,2  |
| 03    | Martin Schuler Patrick Mächler Sven Feldmann Christian Flury | SC Davos        | 1:49:22,1  |
| 04    | Dominik Walpen André Rey Steve Maillardet Emmanuel Buchs     | Grenzwachtkorps | 1:50:19,8  |
| 05    |                                                              | SC Einsiedeln   | 1:52:12,7  |

Datum: Sonntag, 28. Januar 1996 in Klosters

Es nahmen 24 Staffeln teil.

## Frauen

### 5 km klassisch
| Platz | Name                  | Verein            | Zeit (min) |
| ----- | --------------------- | ----------------- | ---------- |
| 01    | Brigitte Albrecht     | Lax               | 15:25,8    |
| 02    | Sylvia Honegger       | Entlebuch         | 15:43,4    |
| 03    | Andrea Huber          | Alpina St. Moritz | 15:43,6    |
| 04    | Barbara Mettler       | Schwellbrunn      | 15:44,5    |
| 05    | Selina Bischoff       | SC Rätia Chur     | 15:56,3    |
| 06    | Aita Rauch            | Scuol             | 15:57,6    |
| 07    | Jasmin Nunige-Baumann | SC Davos          | 16:08,5    |
| 08    | Natascia Leonardi     | Poschiavo         | 16:26,2    |
| 09    | Nadja Scaruffi        | SC Davos          | 16:31,3    |
| 010   | Gabi Kolanos          | Bern              | 16:37,6    |

Datum: Samstag, 20. Januar 1996 im Klosters

Brigitte Albrecht gewann vor Sylvia Honegger und holte damit ihren zweiten Meistertitel. Das Ergebnis dieses Rennen zählte für das Verfolgungsrennen am folgenden Tag.

### 10 km Freistil Verfolgung
| Platz | Name                  | Verein            | Zeit (min) |
| ----- | --------------------- | ----------------- | ---------- |
| 01    | Brigitte Albrecht     | Lax               | 28:40,6    |
| 02    | Sylvia Honegger       | Entlebuch         | 29:30,7    |
| 03    | Barbara Mettler       | Schwellbrunn      | 29:53,3    |
| 04    | Andrea Huber          | Alpina St. Moritz | 29:57,2    |
| 05    | Aita Rauch            | SC Lischana Scuol | 30:24,3    |
| 06    | Jasmin Nunige-Baumann | SC Davos          | 30:32,3    |
| 07    | Selina Bischoff       | SC Rätia Chur     | 30:41,1    |
| 08    | Natascia Leonardi     | Poschiavo         | 31:06,3    |
| 09    | Brigitte Witscher     | Heimenschwand     | 31:25,1    |
| 010   | Andrea Senteler       | Klosters          | 31:29,0    |

Datum: Sonntag, 21. Januar 1996 in Klosters

Wie am Vortag siegte Brigitte Albrecht vor Sylvia Honegger mit 50,1 Sekunden Vorsprung und holte damit ihren dritten Meistertitel.

### 15 km Freistil
| Platz | Name                    | Verein            | Zeit (min) |
| ----- | ----------------------- | ----------------- | ---------- |
| 01    | Sylvia Honegger         | Entlebuch         | 43:20,9    |
| 02    | Barbara Mettler         | Schwellbrunn      | 44:28,3    |
| 03    | Brigitte Witschi-Wenger | Heimenschwand     | 44:58,7    |
| 04    | Andrea Huber            | Alpina St. Moritz | 45:01,8    |
| 05    | Gabi Kolanos            | Bern              | 45:25,3    |
| 06    | Natascia Leonardi       | Poschiavo         | 45:42,6    |
| 07    | Jasmin Nunige-Baumann   | SC Davos          | 46:08,5    |
| 08    | Aita Rauch              | Scuol             | 46:40,8    |
| 09    | Selina Bischoff         | SC Rätia Chur     | 46:46,9    |
| 010   | Seraina Gruber-Stecher  | Klosters          | 46:53,4    |

Datum: Samstag, 27. Januar 1996 in Klosters

Wie im Vorjahr gewann Sylvia Honegger den Einzeltitel. Die Siegerin der beiden Rennen aus der Vorwoche Brigitte Albrecht konnte aufgrund einer Grippe nicht am Rennen teilnehmen. Es waren 26 Läuferinnen am Start.

### 30 km klassisch
| Platz | Name                    | Verein            | Zeit (std) |
| ----- | ----------------------- | ----------------- | ---------- |
| 01    | Sylvia Honegger         | Entlebuch         | 1:21:59,8  |
| 02    | Brigitte Albrecht       | Lax               | 1:22:38,3  |
| 03    | Aita Rauch              | Scuol             | 1:22:55,0  |
| 04    | Andrea Huber            | Alpina St. Moritz | 1:24:17,5  |
| 05    | Brigitte Witschi-Wenger | Heimenschwand     | 1:25:38,9  |
| 06    | Edwige Capt             | Le Sentier        | 1:26:45,3  |

Datum: Samstag, 30. März 1996 in Klosters

Honegger gewann vor Brigitte Albrecht und Aita Rauch und holte damit ihren 18. Einzeltitel.

### 3 × 5 km Staffel
| Platz | Namen                                                | Verein            | Zeit (min) |
| ----- | ---------------------------------------------------- | ----------------- | ---------- |
| 01    | Cornelia Porrini Doris Kunz Sylvia Honegger          | SC Am Bachtel     | 46:42,5    |
| 02    | Franziska Unternährer Rita Haas Priska Haas          | SC Marbach        | 47:55,6    |
| 03    | Corinne Rebetez Andrea Huber Christine Gilli-Brügger | Alpina St. Moritz | 48:08,7    |

Datum: Sonntag, 28. Januar 1996 in Klosters

Es waren 16 Staffeln am Start.